# Równanie Hendersona-Hasselbalcha
Równanie Hendersona-Hasselbalcha – równanie wiążące wartość pH z mocą kwasu {\displaystyle {\textrm {p}}K_{\mathrm {a} }.} Jest ono przydatne do oszacowania {\displaystyle {\textrm {pH}}} buforu oraz odnajdywania {\displaystyle {\textrm {pH}}} równowagi reakcji chemicznych. Ponadto jest wykorzystywane do obliczania punktu izoelektrycznego białek.
Równanie to ma postać:
{\displaystyle {\textrm {pH}}={\textrm {p}}K_{\mathrm {a} }+\log _{10}{\frac {[{\textrm {A}}^{-}]}{[{\textrm {HA}}]}}}
gdzie {\displaystyle {\textrm {p}}K_{\mathrm {a} }=-\log(K_{\mathrm {a} }),} a {\displaystyle K_{\mathrm {a} }} jest stałą dysocjacji kwasu, która wynosi:
{\displaystyle \mathrm {p} K_{\mathrm {a} }=-\log _{10}(K_{\mathrm {a} })=-\log _{10}\left({\frac {[{\mbox{H}}_{3}{\mbox{O}}^{+}][{\mbox{A}}^{-}]}{[{\mbox{HA}}]}}\right)} dla reakcji: {\displaystyle {\mbox{HA}}+{\mbox{H}}_{2}{\mbox{O}}\rightleftharpoons {\mbox{A}}^{-}+{\mbox{H}}_{3}{\mbox{O}}^{+}}
W równaniach, {\displaystyle [\mathrm {A} ^{-}]} oznacza stężenie anionów utworzonych z reszt kwasowych, a {\displaystyle [\mathrm {HA} ]} – stężenie niezdysocjowanej formy kwasu.

## Historia
Lawrence Joseph Henderson sformułował to równanie w 1908 roku, opisując nim wykorzystanie kwasu węglowego jako buforu. Później Karl Albert Hasselbalch przekształcił równanie do obecnej formy logarytmicznej. Hasselbalch wykorzystał równanie w badaniach nad kwasicą metaboliczną, która powstaje na skutek obecności kwasu węglowego we krwi.

## Ograniczenia
Ze stosowaniem równania Hendersona-Hasselbalcha związane są ważne uproszczenia, o których należy pamiętać. Najważniejsze z nich dotyczy założenia, że ilość zdysocjowanej i niezdysocjowanej formy kwasu w ustabilizowanym środowisku reakcji jest stała. Równania tego nie można stosować dla silnych zasad i kwasów (wartości {\displaystyle {\textrm {p}}K} różne o kilka jednostek od 7), silnie rozcieńczonych lub stężonych roztworów (mniej niż 1 mM lub więcej niż 1 M) oraz w przypadku dużych różnic w proporcji kwas/zasada (więcej niż 1000 do jednego).